# Francesco Arborio Mella di Sant'Elia
Francesco Arborio Mella di Sant’Elia (Sassari, 2 aprile 1809 – Torino, 22 luglio 1869) è stato un generale italiano, veterano della prima e della seconda guerra d'indipendenza italiana, oltre che della campagna piemontese in Italia centrale, insignito della croce di Cavaliere dell'Ordine militare di Savoia per il coraggio dimostrato durante la battaglia di San Martino nel 1859. E decorato anche con due medaglie d'argento al valor militare, e insignito del titolo di Ufficiale dell'Ordine dei Santi Maurizio e Lazzaro, e della croce di Cavaliere dell'Ordine della Legion d'onore.

## Biografia
Nacque a Sassari il 2 aprile 1809, figlio del Conte Gerolamo e di Caterina Angela Pes. Il 1 aprile 1828 si arruolò nell’Armata Sarda in qualità di cadetto nel Reggimento "Cacciatori Guardie". Promosso sottotenente il 25 febbraio 1831, divenne luogotenente il 4 aprile 1838, assegnato al 2º Reggimento della Brigata "Casale". Fu successivamente trasferito al 3º Reggimento fanteria della Brigata "Piemonte" il 14 settembre 1841, e promosso capitano nel 6º Reggimento fanteria della Brigata "Aosta" in data 28 luglio 1847. Nel 1848 partecipò alle operazioni belliche durante la prima guerra d'indipendenza, e l’anno successivo, alla ripresa delle operazioni, si distinse particolarmente tra il 21 e il 23 marzo durante i combattimenti di Mortara e a Novara, dove fu ferito al petto, venendo decorato con la Medaglia d’argento al valor militare. Fu promosso maggiore in forza al 5º Reggimento fanteria della Brigata "Aosta" il 23 marzo 1852, e fu insignito del titolo di Cavaliere dell'Ordine dei Santi Maurizio e Lazzaro il 27 settembre 1857. 
Nel 1859 prese parte alle operazioni durante la seconda guerra d'indipendenza, distinguendosi particolarmente a Confienza (31 maggio) e a San Martino (24 giugno). Decorato con una seconda Medaglia d'argento al valor militare per il fatto d'armi di Confienza, e con la Croce di Cavaliere dell’Ordine militare di Savoia, fu promosso luogotenente colonnello comandante del 6º Reggimento fanteria della Brigata "Aosta" il 26 giugno 1859. Promosso colonnello il 30 giugno 1860, in quello stesso anno venne insignito della Croce di Cavaliere della Legion d'onore e della Médaille commémorative de la campagne d'Italie. 
Il 17 maggio 1861 assunse il comando della Brigata "Piemonte", con cui partecipò all'occupazione dell'Italia centrale e meridionale, venendo promosso maggior generale il 26 dicembre dello stesso anno. Sposato con la signorina Luisa Crotti, si spense a Torino il 22 luglio 1869.

### Annotazioni
1. ↑  Che gli diede un figlio, Carlo Alessandro Arborio Mella, Conte di Sant'Elia.

### Fonti
1. 1 2 3 4 5 6 7 8 9 10  Lo Faso di Serradifalco 2005, p. 20.
2. 1 2  Ordini Dinastici Sardegna.
3. ↑  Sito web del Quirinale: dettaglio decorato.